# La Chapelle (Savoia)
La Chapelle è un comune francese di 348 abitanti situato nel dipartimento della Savoia della regione dell'Alvernia-Rodano-Alpi.

## Società

### Evoluzione demografica
Abitanti censiti